# L'ispanico
L'ispanico (Los asesinos del emperador) è un romanzo di Santiago Posteguillo, pubblicato nel 2011.

## Trama
Sotto Nerone il giovane Traiano con il padre visita Roma acquisendo nozioni culturali dei classici latini e greci, poi il padre inviato in Giudea sotto Vespasiano dà il suo contributo per la conquista di Gerusalemme prima sotto Vespasiano poi sotto Tito, subentrato al padre rientrato a Roma per essere acclamato imperatore augusto dopo i tre sciagurati imperatori Galba, Otone e Vitellio.
Durante il breve governo di Tito i Traiani si dividono tra i confini orientali e il confine sul Reno.
Il potere passa nelle mani di Domiziano e Traiano deve fare in modo di non attirare troppo l'attenzione del crudele cesare che tende ad eliminare tutti i generali che oscurano la sua stella. Traiano dovrà difendere il limes sul Reno con i pochi mezzi messi a disposizione da Domiziano.
Durante la congiura che porterà alla morte di Domiziano, Traiano si terrà lontano dagli intrighi di palazzo, arrivando ad essere adottato dal nuovo augusto Nerva, vecchio amico di suo padre che lo prenderà come figlio impedendo cosi ai pretoriani di assassinarlo e prenderne il posto.
Alla morte di Nerva, Traiano viene acclamato imperatore, ma invece di tornare a Roma, rinforza i confini sul Reno e sul Danubio si dirige in Asia per verificare la fedeltà delle truppe d'oriente e poi dopo due anni di lavoro torna a Roma per l'acclamazione. Ma nel suo mirino ci altri progetti per consolidare un impero che sta cadendo a pezzi.

## Edizioni
- L'ispanico, traduzione di Giuliana Calabrese, Piemme, 2013, ISBN 978-8868368746.
- L'ispanico, traduzione di Giuliana Calabrese, Pickwick, Piemme, 26 febbraio 2019,  p. 1034, ISBN 978-8868368746.

Template:Santiago Posteguillo